# Ste. Anne
Ste. Anne – miasto w Kanadzie, w prowincji Manitoba, położone nad rzeką Seine, ok. 40 km na wschód od stolicy prowincji, Winnipeg.
Liczba mieszkańców Ste. Anne wynosi 1 534. Język angielski jest językiem ojczystym dla 51,4%, francuski dla 42,1% mieszkańców (2006).